# Nati nel 1252
| Questa pagina contiene informazioni ricavate automaticamente dalle voci biografiche con l'ausilio del template Bio e di un bot. L'aggiornamento è periodico e automatico e ricostruisce completamente la pagina. Se manca una persona in questa lista, sei pregato di non aggiungerla, ma accertati piuttosto che la sua voce biografica contenga il template Bio e che i dati anagrafici siano correttamente compilati. Se il template Bio manca, inseriscilo tu stesso o, in alternativa, metti l'avviso {{tmp\|Bio}} che ne segnala la mancanza. Se i dati riportati sono sbagliati, correggi direttamente la voce biografica; le modifiche saranno visibili in questa lista entro pochi giorni. Per chiarimenti vedi il progetto biografie. La lista contiene solo le 10 persone che sono citate nell'enciclopedia e per le quali è stato implementato correttamente il template Bio. Pagina aggiornata al 18 apr 2025. |

- 9 gennaio - Beatrice d'Angiò, nobile e sovrana francese († 1275)
- 25 marzo - Corradino di Svevia, sovrano († 1268)
- 24 aprile - Jurij I di Galizia, nobile ucraino († 1308)
- Safi al-Din Ardabili, religioso e poeta curdo († 1334)
- Stefano Dragutin di Serbia, sovrano serbo († 1316)
- Gilles Aycelin I de Montaigut, arcivescovo cattolico francese († 1318)
- Filippa di Lussemburgo, nobile olandese († 1311)
- Eleonora di Montfort, nobile britannica († 1282)
- Alberto Scotti, nobile, banchiere e politico italiano († 1318)
- Isabella di Beirut, regina († 1282)